# 怀特腓会幕 (金斯伍德)
怀特腓会幕（Whitfield's Tabernacle）是一座原加尔文循道宗和公理会（现在联合归正教会）教堂，位于英格兰南格洛斯特郡小镇金斯伍德，靠近布里斯托尔的东部边缘，乔治·怀特腓曾在此露天向煤矿工人讲道。
会众最初的聚会地点新社交室（New Society Room），是乔治·怀特腓和约翰·森尼克与约翰·卫斯理分开后，于1741年所建。 它是由原来的社交室扩建而成，是一座登录建筑。它现在已没有屋顶，在一次纵火袭击后废弃。。
1851年，亨利·马斯特设计了一座非常大的哥特复兴建筑，就在老会幕西侧。在20世纪后期，这座建筑被关闭，联合归正教会堂会搬回原来的18世纪建筑。几年后，两座建筑都被放弃，而去与18世纪复兴相关的另一个堂会，高街另一边的摩拉维亚弟兄会联合。
2003年，怀特腓会幕出现在英国广播公司的电视系列片《恢复》中。
截至2007年，已有计划重建会幕的三座登录建筑，即两座教堂和18世纪的Chapel House。计划除了各种拟建的纪念设施外，还包括Chapel House和19世纪建筑中的公寓。2011年2月，该遗址仍被废弃，只是清理了大型废弃墓地的野草。到2015年2月，该遗址仍然荒废，而墓地又再次野草丛生。